# Jorge Pontual
Jorge Antônio Barreto Pontual Machado (Fortaleza, 14 de agosto de 1967) é um ator brasileiro.

## Vida pessoal
Primo do também ator Felipe Camargo. Foi casado com a atriz Lavínia Vlasak entre 1992 e 1997 e com a empresária Fran Zanon entre 2012 e 2014.

## Filmografia

### Televisão
| Ano  | Título              | Personagem                   | Notas                              |
| ---- | ------------------- | ---------------------------- | ---------------------------------- |
| 1985 | Caso Verdade        | Will Grimm                   | Episódio: "Os Irmãos Grimm"        |
| 1991 | O Dono do Mundo     | Alfredo Soares (Xará)        |                                    |
| 1994 | A Viagem            | Tonho                        |                                    |
| 1995 | Quatro por Quatro   | Guilherme                    | Episódios: "1–16 de fevereiro"     |
| 1995 | Você Decide         | Evandro                      | Episódio: "O Matador"              |
| 1996 | Quem É Você?        | Mangusto                     | Episódio: "4 de março"             |
| 1996 | Perdidos de Amor    | Cícero                       |                                    |
| 1998 | Você Decide         | Daniel                       | Episódio: "Assassino em Potencial" |
| 1998 | Estrela de Fogo     | Breno                        |                                    |
| 1999 | Tiro e Queda        | Antônio Cordeiro (Toninho)   |                                    |
| 2000 | Uga Uga             | Mutuca                       | Episódios: "8–9 de maio"           |
| 2001 | O Direito de Nascer | Alberto Limonta (Albertinho) |                                    |
| 2002 | Casa dos Artistas 3 | Participante                 |                                    |
| 2003 | Kubanacan           | Felipe                       | Episódios: "9–14 de outubro"       |
| 2004 | Um Só Coração       | Dom Honorato Vilela          | Episódio: "8 de janeiro"           |
| 2005 | América             | Amigo de Geninho             | Episódio: "10 de maio"             |
| 2005 | Prova de Amor       | Júlio Ladeira                |                                    |
| 2006 | Alta Estação        | César                        |                                    |
| 2007 | Caminhos do Coração | Felipe Matoso                |                                    |
| 2008 | Amor e Intrigas     | Rodrigo                      | Episódio: "18 de abril"            |
| 2008 | Os Mutantes         | Felipe Matoso                |                                    |
| 2009 | Promessas de Amor   | Felipe Matoso                |                                    |
| 2010 | Poder Paralelo      | Diógenes                     | Episódios: "21–22 de janeiro"      |
| 2010 | Ribeirão do Tempo   | Mateus                       | Episódio: "10 de maio"             |
| 2012 | Máscaras            | Mário                        |                                    |
| 2014 | Milagres de Jesus   | Áureo                        | Episódio: "A Cura do Cego"         |
| 2015 | Os Dez Mandamentos  | Menahem                      |                                    |
| 2017 | O Rico e Lázaro     | Hananias                     |                                    |
| 2021 | Gênesis             | Naor                         | Fase: Jornada de Abraão            |